# 史密森协定
史密森协定（英語：Smithsonian Agreement）指1971年12月，布雷顿森林体系解体后西方十国集团所达成的新的国际货币制度的协定。由於會議在史密森尼学会召開而得名。

## 目的
企图在布雷顿森林体系崩溃后，调整美元价格，在相对宽松的情况下重新建立一个新的準布雷顿森林体系。

## 背景
1971年8月15日，尼克森宣布实行新经济政策，停止按照布雷頓森林體系規定的35美元兌換一盎司黃金，以及加征10%進口附加費等其他经济政策调整。這引发了布雷顿森林体系的崩溃，被稱作尼克森衝擊。
美国在新政策推行后，参加了与其发达国家盟友的谈判，商谈各发达国家的货币升值事宜，从而适应美元政策的变化。
1971年12月西方十国集团于史密森尼学会展开谈判，签署了史密森协定。协定中，西方各发达国家同意将自己的货币相对美元升值。

## 主要内容
1. 美元对黄金贬值7.89%，每盎司黄金的官价由$35提高到$38[3][4]；
2. 调整汇率平价，美元平均贬值10%，其他欧美主要货币升值；
3. 非储备货币对美元的波动允许幅度由正负1%调整为正负2.25%[5]；
4. 美国政府取消10%的临时进口附加税。

## 效果
- 并未消除对美元的信任危机
- 未能阻止美国国际收支继续恶化

## 协定的结束
1973年第八次美元危机爆发后，美元对黄金再次贬值，协約各国先后放弃该协定，采用浮动汇率制，该协定挽救布雷顿森林体系的尝试彻底失败。
尼克松总统推行的史密森协定，仅仅具有短期的效果，黄金资产开始升值，1971年达到每盎司$44.20，1972达到每盎司$70.30，并且还在继续升值。1972年，严重贬值的黄金官价也被抛弃了。1973年美元相对黄金的官价再次贬值，每盎司黄金官价由$38.02提升到$42.22。与此同时，美元对欧洲各主要货币也发生了进一步的贬值。“史密森协定体系”于1973年3月走向尽头，最后关头美元相对黄金的官价跌到每盎司$44，之后美元挂钩黄金的布雷顿森林体系就此寿终正寝。各主要货币互相之间开始采取浮动汇率制度，当时各国政府控制汇率在史密森协定规定汇率值的上下2%区间内浮动的努力遇到很大困难，最终导致建立在市场供求关系基础上的浮动汇率制度的出台。少量货币在1973年3月前就采取了浮动汇率制度，如英镑。